# Serapione il Sindonita
Serapione il Sindonita (... – IV secolo) è stato un monaco cristiano egiziano vissuto nel IV secolo ad Alessandria d'Egitto e successivamente a Roma.
È anche chiamato "il Sindonita" poiché era solito vestirsi unicamente di una veste di tessuto di lino spinato, chiamata "sindone".  Viene venerato come santo dalla Chiesa ortodossa, copta e cattolica, che lo ricordano il 14 maggio.
Non deve essere confuso con il suo omonimo egiziano san Serapione di Alessandria, vissuto nel III secolo e martirizzato sotto Settimio Severo.

## Agiografia
Le opere agiografiche redatte sulla sua vita narrano che sin dalla gioventù abbraccio i precetti del cristianesimo, iniziando a vivere come "Stolto in Cristo", così come sarebbero stati denominati coloro che, prima nel bacino mediterraneo e quindi nelle terre russe, vivevano simulando la pazzia, vestendosi di stracci, vagabondando e sottoponendo il proprio corpo a continue privazioni, nella convinzione di poter in tal modo prendere parte alla Passione di Gesù. Era difatti solito non mangiare per diversi giorni consecutivi e passare giornate intere in preghiera.
Dopo qualche tempo di continue peregrinazioni per le strade di Alessandria il santo si recò in pellegrinaggio a Roma dove finì per stabilirsi, elemosinando e continuando la propria vita di privazioni.

## Leggende devozionali
Le agiografie del santo narrano una lunga serie di circostanze sulla sua vita di cui, di seguito, vengono indicate le più significative:
- Si narra che Serapione, camminando per le strade di Alessandria, avesse notato un uomo che, nonostante le basse temperature, mendicava nudo per la strada. Colpito dall'idea che, nel caso in cui questi fosse morto di freddo, sarebbe apparso come un omicida al cospetto del Signore decise di donargli la propria veste, rimanendo in tal modo nudo. Un suo discepolo, incontrandolo per strada, gli chiese allora chi gli avesse tolto l'abito. A tale domanda il santo indicò il Vangelo che portava con sé esclamando "è questo che mi ha svestito". Poco dopo, mentre si aggirava nudo per le vie di Alessandria vide due guardie che stavano per incarcerare un uomo per debiti. Avendo con sé solo il proprio Vangelo Serapione lo vendette e consegnò il ricavato al povero perché saldasse il proprio creditore. Di ritorno alla sua cella un suo discepolo, vedendolo in quello stato, gli chiese dove fosse finito il suo Vangelo. a quella domanda il santo rispose: "il Vangelo mi ripeteva in continuazione: Vendi tutto quello che possiedi e dallo ai poveri (Mt 19, 21). Ho ubbidito per ottenere la grazia divina"[1].

- Si racconta che un filosofo greco, per testare la moralità di Serapione, gli avesse donato una moneta d'oro e l'avesse poi seguito per osservare l'uso che ne avrebbe fatto. Il santo, ricevuto il dono, diede la moneta a un mercante in cambio di una fetta di pane, non avendo nessun riguardo al valore della stessa[2].

- Leggenda vuole che Serapione si fosse venduto come schiavo per ben tre volte: una volta per riscattare un giovane fatto prigioniero, un'altra per aiutare una vedova che soffriva la fame e la restante per convertire al cristianesimo un attore greco. In quest'ultimo caso ebbe un così grande successo che l'attore decise di farsi battezzare insieme a tutta la famiglia, donò la libertà al Santo e lo implorò di rimanere nella sua casa in qualità di guida spirituale, offrendogli anche uno stipendio senza tuttavia riuscire ad impedire che questi se ne andasse.